# 高橋正太郎
高橋 正太郎（たかはし しょうたろう）は、日本の外交官。ニューヨーク総領事や、駐イラン特命全権大使、駐フィンランド特命全権大使を務めた。

## 人物・経歴
秋田県北秋田郡鷹巣町（現北秋田市）出身。旧制秋田県立能代中学校（現秋田県立能代高等学校）、旧制東京商科大学（現一橋大学）を経て、1943年外務省入省。
バンコク、ワシントンでの大使館勤務を経て、科学技術庁原子力局国際協力課長や、外務省アメリカ局安全保障課長、駐連合王国大使館公使、駐クウェート特命全権大使、1977年ニューヨーク総領事、1981年駐イラン特命全権大使、1983年北海道担当特命全権大使（駐道大使）を歴任し、1984年から1987年まで駐フィンランド特命全権大使を務め、マウノ・コイヴィスト第9代フィンランド大統領の来日の際には、昭和天皇への進講を行うなどした。